# 應明德
應明德（？—？），字在明，號養虚，浙江台州府臨海縣人，民籍，明朝政治人物。

## 生平
嘉靖二十二年（1543年）癸卯科浙江鄉試第五十五名舉人。嘉靖三十二年（1553年）中式癸丑科會試第一百八名，二甲第三十名進士。都察院观政，三十三年授刑部云南司主事，杨继盛弹劾嚴嵩入狱，感染重病，應明德极力为其照顾看视。历升员外、兵部武选司郎中，出知湖广黄州府，卒于官，祀鄉賢祠。子應汝稼，萬曆七年舉人，知沔陽州。

## 家族
曾祖應永；祖父應偉；父應鯨，母趙氏。兄敬德、弟钟德、懋德。